# Liste der Biografien/Smith, I
Liste der Biografien |
Portal Biografien |
I Personensuche
# |
A |
B |
C |
D |
E |
F |
G |
H |
I |
J |
K |
L |
M |
N |
O |
P |
Q |
R |
S |
T |
U |
V |
W |
X |
Y |
Z |
?
 
Sa |
Sb |
Sc |
Sd |
Se |
Sf |
Sg |
Sh |
Si |
Sj |
Sk |
Sl |
Sm |
Sn |
So |
Sp |
Sq |
Sr |
Ss |
St |
Su |
Sv |
Sw |
Sy |
Sz
 
Sma |
Smb |
Sme |
Smi |
Smj |
Smo |
Smr |
Smu |
Smy
 
Smia |
Smic |
Smid |
Smie |
Smig |
Smij |
Smik |
Smil |
Smir |
Smis |
Smit
 
Smita |
Smite |
Smith |
Smitk |
Smitr |
Smits |
Smitt
 
Smith, A |
Smith, B |
Smith, C |
Smith, D |
Smith, E |
Smith, F |
Smith, G |
Smith, H |
Smith, I |
Smith, J |
Smith, K |
Smith, L |
Smith, M |
Smith, N |
Smith, O |
Smith, P |
Smith, Q |
Smith, R |
Smith, S |
Smith, T |
Smith, U |
Smith, V |
Smith, W |
Smith, Y |
Smith, Z |
Smith? |
Smitha |
Smithe |
Smithi |
Smiths |
Smithw |
Smithy
Die Liste der Biografien führt alle Personen auf, die in der deutschsprachigen Wikipedia einen Artikel haben. Dieses ist eine Teilliste mit 18 Einträgen von Personen, deren Namen mit den Buchstaben „Smith, I“ beginnt.

## Smith, I

### Smith, Ia
- Smith, Iain (* 1960), schottischer Politiker
- Smith, Ian (1919–2007), rhodesischer Politiker, Premierminister von RhodesienIan Smith (1919–2007)

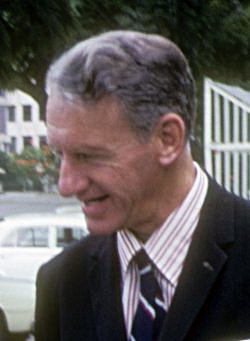
Ian Smith (1919–2007)

- Smith, Ian (1925–2015), südafrikanischer Cricketspieler
- Smith, Ian (* 1957), neuseeländischer Cricketspieler und Cricketkommentator
- Smith, Ian (* 1967), englischer Cricketspieler
- Smith, Ian (* 1998), costa-ricanischer Fußballspieler
- Smith, Ian Michael (* 1987), US-amerikanischer Filmschauspieler
- Smith, Ian W. M. (1937–2016), britischer Chemiker

### Smith, Ir
- Smith, Irene Britton (1907–1999), US-amerikanische Komponistin
- Smith, Iris (* 1979), US-amerikanische Ringerin
- Smith, Irv Jr. (* 1998), US-amerikanischer American-Football-Spieler

### Smith, Is
- Smith, Isaac (1740–1807), US-amerikanischer Politiker
- Smith, Isaac (1761–1834), US-amerikanischer Politiker
- Smith, Ish (* 1988), US-amerikanischer Basketballspieler
- Smith, Ishe (* 1978), US-amerikanischer Boxer
- Smith, Israel (1759–1810), US-amerikanischer Politiker, Jurist, Senator, Kongressabgeordneter und Gouverneur des US-Bundesstaates Vermont
- Smith, Israel A. (1876–1958), dritter Präsident der Gemeinschaft Christi

### Smith, Iv
- Smith, Ivan (* 1973), britischer Mathematiker